# Usboi

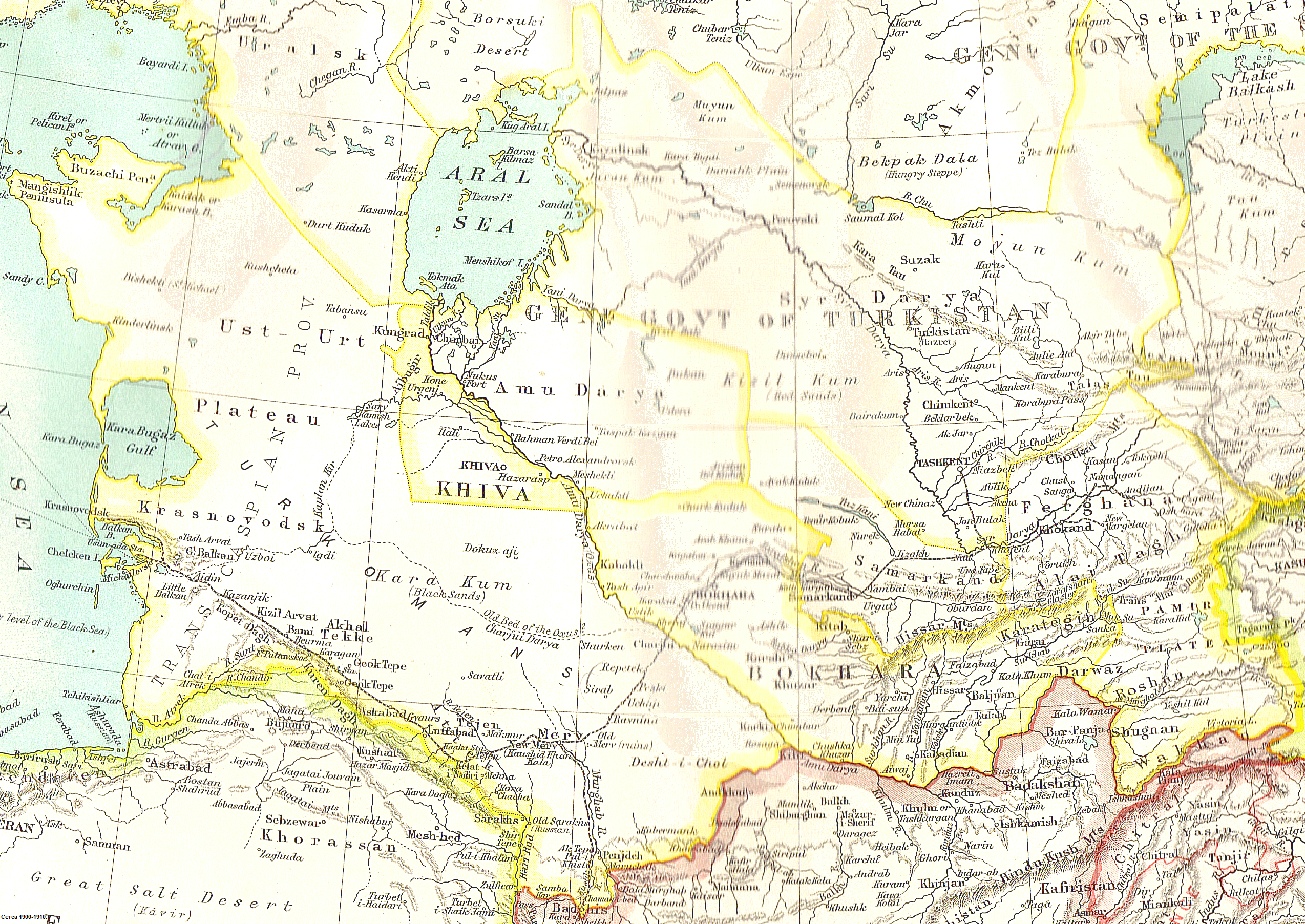
Zentralasien mit dem Amudarja zusammen mit dem vermuteten alten Flussbett des Amudarja und dem Westlichen Usboi; ohne Kelifer Usboi (aus John Bartholomew’s XXth Century Citizen’s Atlas, 1903)

Der Usboi (usbekisch Oʻzboʻy, russisch Узбой) ist ein Fluss im heutigen Turkmenistan, der mit mehreren Armen die Nebenflüsse des Amudarja bildete und im 16. Jahrhundert durch Verlagerung des Amudarja versiegte. Auf aktuellen Karten ist meist der nordwestliche (nicht durchgängige) Flussarm eingezeichnet, da er heute als Teil eines Entwässerungssystems saisonal wieder Wasser führt, das aber größtenteils in der Wüste am Balkan versickert. Die Verbindungsarme als historisch durchgehendes Fließgewässer vom Amudarja bis zum Kaspischen Meer sind umstritten.

## Bekannte Flussverläufe

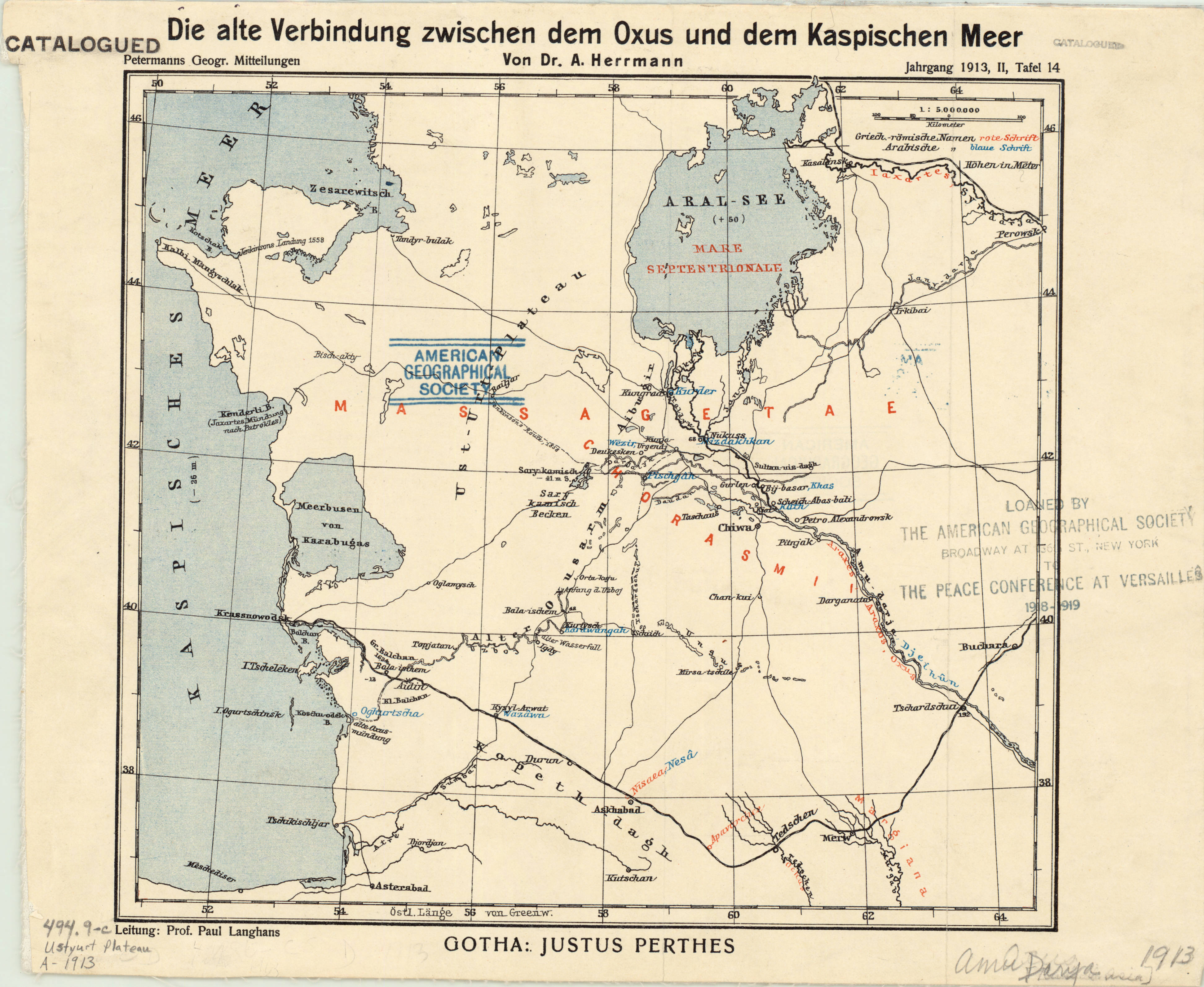
Karte des westlichen Usboi von 1913

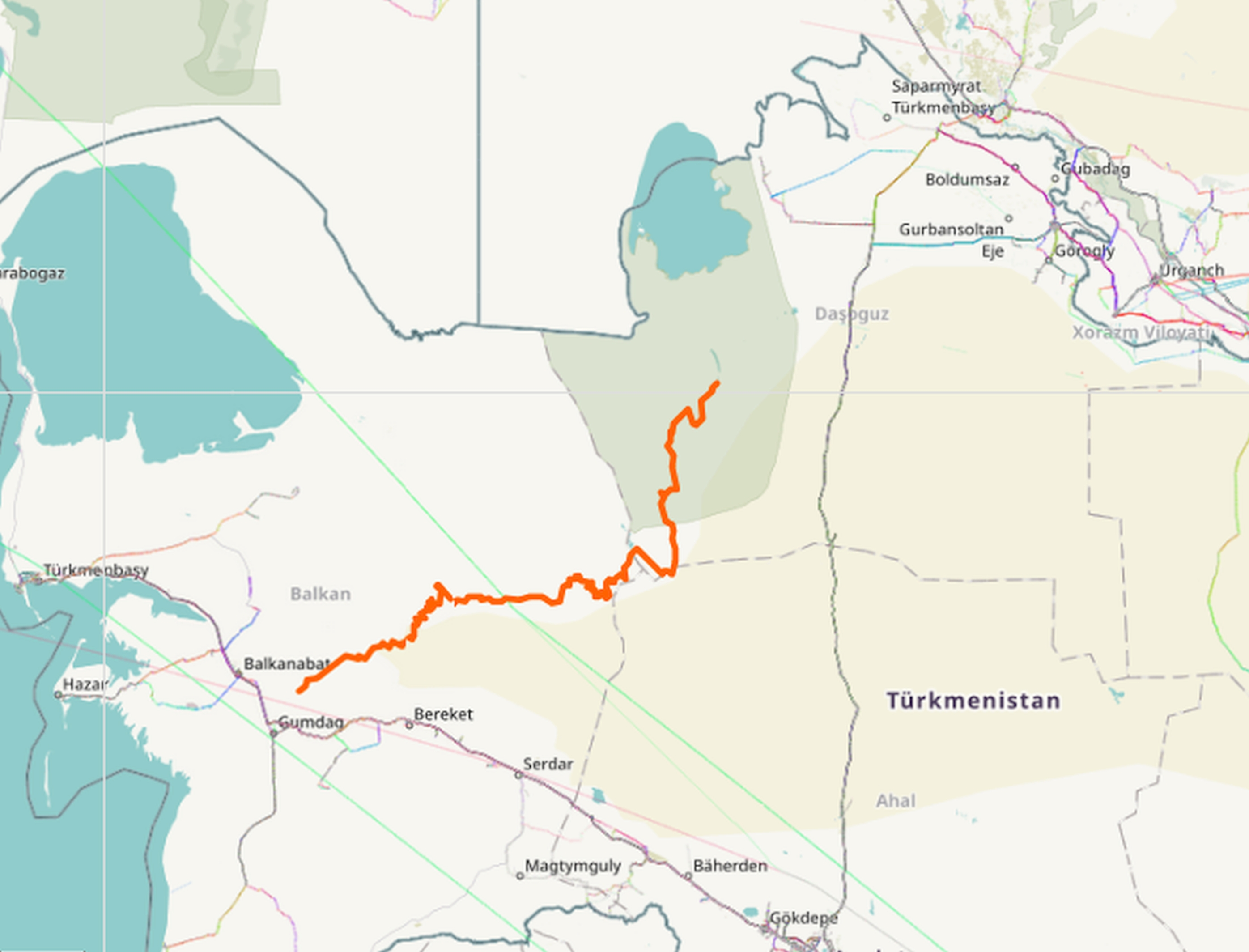
Schematische Darstellung des gegenwärtigen Flussbettes des westlichen Usboi. Der Usboi ist nicht über die gesamte Länge des Flussbetts wasserführend.

Gesichert ist ein Abschnitt des Usboi, der am Westende des Kjurendag (bei Gyzylarbat) entlang des Großen und Kleinen Balkan nach Nebit-Dag (Balkanabat) führte, dem heutigen Endpunkt des Karakumkanals. Gesichert ist weiterhin der südlichste Nebenfluss, der Kelifer Usboi. Er führte den Amudarja von Kelif bis vor Kerki und durchfloss nach Westen die Obrutschew-Steppe bis in die Senke bei Mary. Der weitere Verlauf zwischen diesen Abschnitten konnte nicht vollständig rekonstruiert werden. Er dürfte grob dem heutigen Karakumkanal entsprechen, bei dessen Bau zahlreiche Abschnitte des Usboi freigelegt wurden. Der Westliche Usboi beginnt bei Igdi und verläuft in westlicher Richtung, wo er zwischen Großem und Kleinem Balkan auf das ursprüngliche Bett traf und bis Nebit-Dag führte. Von Nebit-Dag dürfte er südlich des Balkanbusen in das Kaspische Meer gemündet haben.

### Nordwestlicher Abschnitt
Ein weiterer Flussverlauf, der im Holozän zum wichtigsten wurde, liegt im Nordwesten Turkmenistans. Heute ist aufgrund der nachweisbaren Sedimente bekannt, dass auch dieser Fluss ab der Sarykamysch-Senke den Amudarja mit dem Kaspischen Meer durchgängig verband, die wiederum durch das Wasser des Amudarja gefüllt worden ist. Historisch gesichert ist nach Angabe von L. S. Berg, dass der Usboi „für die gesamte Zeit des Bestehens des Abflusses 13 km nördlich des nördlichen Kugunek-Hochlandes“ gespeist wurde, wo das Wasser des Amudarja unterirdisch zur Sarykamysch-Senke durchbrach. Vermutet wird weiterhin, er könne den nach Westen abgelenkten Amudarja über die Flüsse Kunjadarya und Daudan verlängert haben. In diesem Abschnitt fließt er westlich der Zaunguz-Wüste, umrundet das Kaplankyr-Plateau östlich und südlich, bis er östlich vor Igdi den Westlichen Usboi erreicht, liegt die südliche Kehre des Usboi direkt bei Igdi. Die plausible durchgängige Verbindung könnte den Amudarja über den Sarykamyschsee zum Kaspischen Meer geführt haben. Die Verbindung von Amudarja und Usboi, also der Zufluss der Sarykamyschseen, war der Daryalik, dessen nördlichster Punkt unterhalb von Köneürgenç liegt (auf der Karte Kone Urgenj bezeichnet bzw. deutsch Kunja-Urgentsch). Demnach hätte sich ein durchgehendes Fließgewässer ergeben vom Amudarja über Daryalik, die Sarykamysch-Senke, den Usboi und Westlichen Usboi bis ins Kaspische Meer. Zusammen mit dem nördlichen Teil des Amudarja, der im Sarykamysch-Delta beginnt, wäre dieser Fluss 550 km lang gewesen, mit allen Windungen 775 km. Das Gefälle bis zum Kaspischen Meer beträgt 75 Meter, davon allein 40 Meter auf den letzten 200 km. Er durchzieht steile Hänge und ehemalige Wasserfälle. Die tiefsten Felsen erstrecken sich entlang des Flussufers. Der Fluss war 20–30 m breit und seine Täler an einigen Stellen 4–6 km breit.
Seit 2000 versucht Turkmenistan, das durch die Bewässerung herangeführte überschüssige Wasser durch Drainagesysteme abzuführen, um die Bodenversalzung durch steigendes Grundwasser abzuwehren. Ein Bestandteil dieses Systems ist die Senke Karaschor mit dem saisonal wasserführenden Karakumsee bzw. russisch Озеро Каракум, wo der See des Goldenen Zeitalters entstehen soll. Er soll über das ehemalige Flussbett des mittleren Flusslaufs des Usboi entwässern, das heute zumindest zeitweise wieder Wasser führt, wie z. B. Auf Google Maps gut zu erkennen ist. Der Daschogus-Sammler, einer von zwei Zuflüssen des neuen künstlichen Sees, folgt etwa zur Hälfte dem Bett des Usboi.

### Ungus
Vermutet wird weiterhin ein Arm des (Paläo-)Oxus durch das Tal des Ungus etwa mittig des Karakums, wo ebenfalls Flussläufe gefunden wurden. Im selben Flussbett existiert heute ebenfalls ein Bewässerungskanal, der heutige (nicht schiffbare) Turkmenische Hauptbewässerungskanal, der auf Satellitenbildern nördlich von Türkmenabat in westlicher Richtung aufgrund weiträumiger Überschwemmungsflächen gut sichtbar ist. Er ist nicht identisch mit der Route des in den 1930er Jahren geplanten Turkmenischen Hauptkanals. Der Oxus dürfte dort vor Igdi auf den Westlichen Usboi getroffen sein (siehe Karte).

### Kelifer Usboi

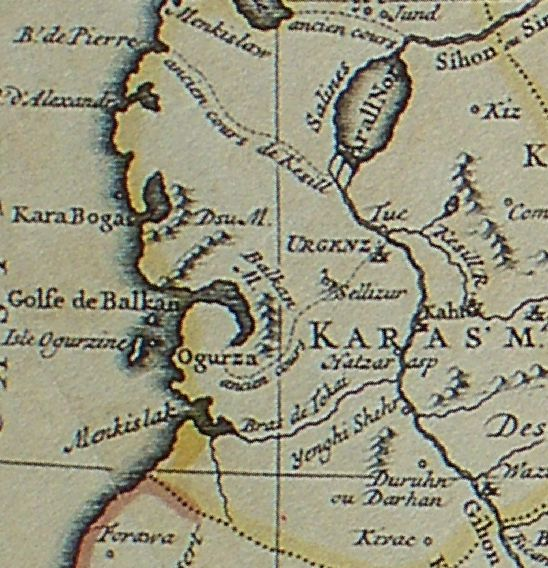
Kelifer Usboi (Bras de Tokai) auf einer französischen Karte (1734)

Der Kelifer Usboi markiert einen weiteren Verlauf im Süden zum Kaspischen Meer. Die nebenstehende Karte von 1734 (mit Fehlern) orientiert sich grob an den bekannten Höhenangaben und nimmt einen durchgängigen Fluss an. Einzelne Abschnitte konnten erst mit dem Bau des Karakumkanals rekonstruiert werden. Ob er jemals durchgängig bis zum Kaspischen Meer floss, ist bis heute unbewiesen. Als der Amudarja weiter nach Norden vorstieß, dürfte er vermutlich verschiedene Altarme gebildet haben und ähnlich wie noch heute Hari Rud (Tedschen) und Murgab in dieser Wüstengegend versiegt sein. Historisch gesichert war dieser östliche Zweig. Sein Bett wurde in den 1950er Jahren ab Kerki zum Bau des Karakumkanals reaktiviert. Im südlichen Karakum wurden beim Kanalbau verschiedene Abschnitte des Usboi gefunden. Der genaue historische Verlauf blieb aber unbekannt.

## Geschichte
Tektonische Bewegungen im Pliozän hoben und senkten die Region rund um den Aralsee. Sie veränderten den Verlauf der Flüsse, hauptsächlich des Amudarja und dessen Nebenflüsse, zu denen der Usboi gehörte. In die Aralo-Kaspische Niederung ragte das Ustjurt-Plateau als Halbinsel hinein. Es trennte zuerst bei Bala-İşem das Kaspische Meer vom Aralsee, danach bildete sich das Tal des Usboi und weitere natürliche Verbindungskanäle zwischen den beiden Seen. Die Entwicklung der Küstenlinien kann durch die Untersuchung verschiedener Übergangsablagerungen Kaspischer Mollusken (Weichtiere), Salzablagerungen durch ausgetrocknete Wasserkörper (Sors) an den ehemaligen Küstenlinien, Salztonebenen (Takyrs) und anderer prähistorischer Zeugnisse nachempfunden werden. Während der Eiszeit wurden die Steilhänge des Ustjurt-Plateaus zum vorerst letzten Mal von einem Binnensee umspült. Er wurde vom Amudarja gespeist, der auch die riesigen Sandmengen in die Wüste brachte und ihn dabei immer wieder zwangen, sich ein neues Bett zu suchen. Zeugnisse der Veränderungen beider Seen durch Änderungen von Wassermengen und Bewässerungsentwicklung gibt es von Forschern und Historikern seit der Antike.

### Usboiund Westlicher Usboi

Der Usboi auf der Karte der Seen Sibiriens und Zentralasiens während der Eiszeit

In dieser Zeit floss der Amudarja durch die Sarykamysch-Senke und von dort durch den Usboi, dessen Bett ab dem Südrand der Sarykamysch-Senke im Kaplankyr-Naturreservat nachweisbar ist, östlich und südlich um die Senke Karaschor längs des Großen und Kleinen Balkans südlich des Balkanbusens in das Kaspische Meer. Bereits in der Antike wurde er von Herodot als Zweig des Amudarja beschrieben und auch die mittelalterlichen Autoren (Muqaddasiy, Hamdallah, Qazviniy, Hofizi Abru, Abulgʻoziy) übernahmen diese Ansicht.
Bis ins Pleistozän blieb diese Verbindung erhalten. Am Ufer des Sarykamyschsees wurden neolithische Siedlungen und Keramik aus der Bronzezeit, sowie Orte aus dem 7. bis 5. Jahrhundert v. Chr. entdeckt. Um 3000 v. Chr. und um 1000 v. Chr. dürfte die Verbindung unterbrochen gewesen sein, denn der Wasserstand des Aralsees war zu dieser Zeit besonders hoch. Danach verlagerte sich der Amudarja erneut nach Osten und mündete nicht mehr ins Saryiamischdelta, sondern in den Aralsee. Zeitweise (der genaue Zeitraum ist unbekannt) war auch ein Teil des Oxusdeltas (Amudarja-Delta) beim Aralsee geflutet und band dort den Aralsee mit ein. Das Bett des Westlichen Usboi dürfte aber nicht trockengefallen sein. Dieser Verlauf wurde 1886 von  Wladimir Obrutschew untersucht. Er fand einen Brunnen südlich des Samykamischsees an einer Straße nach Xiva: „200 Schritte westlich des Bala-İşem-Brunnens, auf der Sardar-Chiwa-Straße. Zwischen den sandigen Hügeln ist Sandstein nicht so bedeutend. Dieses Meisterwerk, Uzboydur, hat unter den Gelehrten der Welt große Kontroversen ausgelöst. Es ist noch nicht vollständig untersucht worden.“ Zu dieser Zeit galt es als umstritten, ob der Usboi tatsächlich den Amudarja mit dem Kaspischen Meer verband oder ob das Tal des Usboj „nur ein Produkt der Trennung des Aralsees vom Kaspischen Meere“ gewesen sei.
An den Ufern des Usboi siedelte vom 5. Jahrhundert vor Christus bis zum 17. Jahrhundert nach Christus eine Flusskultur. Es wird vermutet, dass der nördliche und westliche Usboi bis ins 9. Jahrhundert bestand und danach bei Gurgandsch (Köneürgenç) ein Staudamm zu Bewässerungszwecken gebaut wurde, und um die Hauptstadt der Choresm-Schahs zu schützen. Er dürfte den Amudarja in den Aralsee geleitet haben. Diese Vermutung wird neben Berichte über den Staudamm auch dadurch gestützt, dass es vom 10. Jahrhundert bis 1310 keine Berichte mehr über eine Flussmündung ins Kaspische Meer gibt, jedoch danach bis 1575. Außerdem konnte für 1220 ein historischer Höchststand am Aralsee belegt werden. Die Region hatte bis 1221 eines der ausgefeiltesten Bewässerungssysteme der Erde. In diesem Jahr ließ Dschingis Khan die Stadt in einem erbitterten Kampf erobern und den Damm zerstören. Die Stadt wurde überflutet und der Amudarja ergoss sich erneut über den Usboi ins Kaspische Meer und das Kanalsystem verfiel allmählich. Da sich der Amudarja in jüngerer Zeit nach Osten verlagerte, konnte er die Sarykamysch-Senke nicht mehr erreichen und floss in das Aralbecken. Der Usboi fiel trocken und die Stämme am Fluss gaben ihre Siedlungen auf. Die Überlebenden führten eine nomadische Lebensweise.
Seit 1575, das ist überliefert, mündete der Amudarja wieder in den Aralsee. Es wurde vermutet, dass der östliche Oxus einige Hügel durchbrach. Es wurden aber auch wieder Dämme gebaut, um das Wasser den Turkmenen zu verweigern. 1879 erhielt man durch die Zusammenführung von älteren Nachrichten, einheimischer Tradition und Auswertung orographischer Verhältnisse den Beleg, dass der Fluss durch menschliches Einwirken vom Kaspischen Meer abgelenkt worden ist und nicht durch Hebung der aralokaspischen Niederung. Man hielt es für möglich, dieses Bett als Kanal nicht nur für Bewässerungszwecke zu reaktivieren, sondern damit auch „für Rußland eine fahrbare Wasserstraße bis ins Herz seiner innerasiatischen Provinzen zu schaffen.“ In den 1950er Jahren wurde er als Teil von Stalins „Großen Plans zur Transformation der Natur“ der Turkmenische Hauptkanal geplant, der nach Stalins Tod aufgegeben wurde. Er sollte von Tachia-Tasch (heute Taxiatosh) im Sarykamysch-Delta über das ehemalige Bett des Usboi bis Krasnowodsk (heute Türkmenbaşy) gebaut werden. Er wäre 1100 km lang geworden (vgl. Karakumkanal#Differenzierung zum Turkmenischen Hauptkanal).

## Aktuelle Umweltbelastung im Einzugsgebiet des Usboi
Zumindest der Hauptzweig des Usboi, der im Holozän für die Menschen besonders wichtig war, ist durch die aktuellen Umweltprobleme als Drainagekanal erneut bedeutsam geworden. Durch rücksichtslose Bewässerungsprojekte entlang des Amudarja ist 1971 Wasser erneut unterirdisch zum Sarykamyschsee durchgebrochen, was nicht unterbunden wurde. Damit wurde die unterirdische Speisung des Usboi reaktiviert, die mindestens seit dem 4. Jahrtausend vor Christus bis zur ersten Hälfte des ersten Jahrtausends v. Chr. Wasser aus dem Amudarja ins Kaspische Meer leitete.
Durch die neuzeitlichen Bewässerungssysteme steigt der Grundwasserspiegel erneut, wodurch Salz an die Oberfläche geschwemmt wird. Inzwischen sind rund 80 Prozent der Agrarflächen versalzt. Mit Baubeginn eines neuen Drainagesystems und zwei Sammelkanälen bis zur Karaschor-Senke im Jahr 2000 wird versucht, das salzige Grundwasser abzuleiten, bevor es das Umland versalzen kann. Neben dem weitgehenden Trockenfall des Aralsees bestehen weitere Gefahren darin, dass Überdüngung und Pestizidbelastung nicht nur den See des Goldenen Zeitalters schädigen, sondern auch das Kaspische Meer belasten. Außerdem kam aus der Bauernschaft die Forderung, das Salz mit immer mehr Wasser aus dem Amudarja auszuschwemmen. Dies würde dann in Usbekistan fehlen und hat deshalb geopolitische Brisanz. Das Problem der Bodenversalzung betrifft ebenso das Bewässerungsgebiet um den nicht betonierten Karakumkanal.

## Als Namensgeber

Uzboi Vallis, am 24. September 2014 fotografiert

Das Flussbett Uzboi Vallis auf dem Mars wurde nach dem Usboi benannt. Es wurde am 31. Mai 2014 vom Orbiter 2001 Mars Odyssey fotografiert.